# Franz Ursinus
Franz Ursinus (eigentlich Franz Bär; auch Franz Ursinus von Nicopolis; * 24. Juli 1569 in Glogau, Königreich Böhmen; † 16. November 1615 in Breslau) war von 1614 bis 1615 Titularbischof von Nicopolis (Nicopolitanus) und  Weihbischof in Breslau.

## Leben
Seine Eltern waren Franz Bär, Notar des Glogauer Kollegiatstiftes, und Anna, geborene Habicht. Franz, der seinen Familiennamen Bär in Ursinus latinisierte, studierte Philosophie an der Karlsuniversität Prag. Von 1589 bis 1593 studierte er als Alumne des Collegium Germanicum in Rom Theologie, die er mit der Promotion zum Doktor der Theologie abschloss. Am 19. September 1592 wurde er zum Priester geweiht. Nach der Rückkehr nach Schlesien wurde er 1593 Domherr in Breslau, wo er 1602 zum Domkantor und 1612 auf päpstliche Empfehlung zum Dompropst aufstieg. Seit 1601 war er auch Stiftskanoniker am Glogauer Stift. 
Am 21. Juli 1614 wurde er zum Titularbischof von Nicopolis ernannt und zum Weihbischof in Breslau bestellt. Die Bischofsweihe erteilte ihm am 27. November 1614 der Prager Erzbischof Jan Lohelius in der Kirche des Prämonstratenserstifts Strahov. Ein knappes Jahr später verstarb Franz Ursinus in Breslau. Sein Leichnam wurde im Breslauer Dom beigesetzt.